# Siegfried Kracauer
Siegfried Kracauer (/ˈkrækaʊ.ər/; alemão: [ˈkʁakaʊ̯ɐ]; 8 de fevereiro de 1889 – 26 de novembro de 1966) foi um escritor, jornalista, sociólogo, crítico cultural e teórico de cinema alemão. Ele é constantemente associado à Escola de Frankfurt e creditado como um dos principais defensores do realismo como importante aspecto cinematográfico.

## Obras
- Kracauer, Siegfried (1928). Ginster. [S.l.: s.n.]
- Kracauer, Siegfried (1947). From Caligari to Hitler. [S.l.: s.n.]
- Kracauer, Siegfried (1960). Theory of Film: The Redemption of Physical Reality. [S.l.: s.n.]
- Kracauer, Siegfried; Paul Oskar Kristeller (1969). History: The Last Things Before the Last. [S.l.: s.n.]
- Kracauer, Siegfried (1971). Der Detektiv-Roman – Ein philosophischer Traktat. [S.l.: s.n.]
- Kracauer, Siegfried (1973). Georg. [S.l.: s.n.]
- Kracauer, Siegfried; Thomas Y. Levin (1995). The Mass Ornament: Weimar Essays. [S.l.: s.n.]
- Kracauer, Siegfried; Quintin Hoare (1998). The Salaried Masses: Duty and Distraction in Weimar Germany. [S.l.: s.n.]
- Kracauer, Siegfried; Gwenda David; Eric Moshbacher (2002). Jacques Offenbach and the Paris of His Time. [S.l.: s.n.]
- Kracauer, Siegfried; Johannes von Moltke (2012). Siegfried Kracauer's American Writings: Essays on Film and Popular Culture. [S.l.: s.n.]
- Kracauer, Siegfried; trans. Carl Skoggard (2016). Georg. [S.l.: s.n.] ISBN 9781624621406